# Ernst Weiss (boxe anglaise)
Pour les articles homonymes, voir Weiss et Ernst Weiss (homonymie).
Ernst Weiss est un boxeur autrichien né le 5 mars 1912 à Vienne et mort le 29 avril 1997 à Vienne.

## Biographie
Il devient champion d'Europe poids mouches le 5 octobre 1936 en battant Fortunato Ortega et il perd ce titre au profit de Valentin Angelmann le 12 décembre 1936.
Le 11 novembre 1938, il combat contre le Tunisien Young Perez à la Deutschlandhalle de Berlin, où ce dernier séjourne durant la Nuit de Cristal alors même qu'il est juif. Weiss remporte la rencontre aux points, son adversaire étant insulté et malmené par le public, qui, selon certaines sources, ne savait même pas qu'il était juif. Pour d'autres, Young Perez portait lors de cette rencontre l'étoile de David sur son torse.
Il redevient champion d'Europe des poids coqs en battant Aurel Toma le 11 août 1939 et le perd le 25 novembre contre Gino Cattaneo. Le 30 mai 1941, il conquiert le titre de champion d'Europe des poids plumes en battant Lucian Popescu et le perd le 2 juillet 1941 contre Gino Bondavalli (it).